# Mariano Iriarte
Mariano Iriarte fue un político jujeño, legislador provincial por varios períodos consecutivos y gobernador interino de la provincia, siendo responsable de una de las principales crisis políticas jujeñas de fines del siglo XIX.

## Biografía
Mariano Iriarte nació en San Salvador de Jujuy el 7 de octubre de 1811, hijo de José Eustaquio de Iriarte y Josefa Sarverri. 
Fue diputado ante la Legislatura jujeña en representación del distrito Capital (1858 a 1859) y de Humahuaca (1862 a 1864). Fue vicepresidente primero de la Cámara en las sesiones extraordinarias de 1862 y la presidió entre el 21 de enero y el 28 de marzo de 1863, también reunida en sesiones extraordinarias.
Tras actuar como Convencional en la reforma de la Constitución en 1866, fue elegido ante la Legislatura provincial por Humahuaca por los períodos 1866 a 1868 y 1868 a 1870.
Durante ese lapso presidió la Cámara entre el 3 y el 12 de agosto de 1866 (sesiones extraordinarias), entre el 16 de marzo de 1868 y el 1 de enero de 1869 (presidente de la Comisión Permanente, con las autoridades de la cámara en receso), entre el 1 de enero y el 28 de abril de 1870 (14.ª Legislatura) y entre el 28 de abril y el 6 de noviembre de 1870 (nuevamente de la Comisión Permanente).
El 18 de julio de 1870 falleció en el ejercicio del cargo el gobernador Restituto Zenarruza. En tanto presidente de la Legislatura, Mariano Iriarte asumió en carácter interino el cargo vacante. El 19, apenas se había dado sepultura a su antecesor, sus partidarios festejaban su asunción con desfiles y música.
De inmediato, Iriarte empezó a trabajar para asegurar las futuras elecciones y obtener el cargo en propiedad. El 21 de julio ordenó a las autoridades militares de la provincia que en materia de elecciones obedecieran sólo sus instrucciones. El 11 de agosto movilizó a la Guardia Nacional de la provincia y el ministro Soriano Alvarado distribuyó circualres amenazadoras a los ciudadanos opositores.
Mientras en ese clima amenazador sus opositores alzaban la candidatura del dos veces gobernador Pedro José Portal, Iriarte forzó a renunciar a los miembros del poder judicial. Dice Zinny: "La prensa oficial se convirtió en arma de difamación contra el pueblo, las rentas públicas fueron empleadas en los trabajos electorales del gobierno."
Realizadas las elecciones el 24 de septiembre, los partidarios de Portal solicitaron la intervención federal y la nulidad de las elecciones ante el fraude y violencia ejercidos por el gobernador interino. El 19 de octubre de 1870 estalló la revolución en Tilcara dirigida por José María Álvarez Prado y el 3 de noviembre en el combate de León Iriarte fue vencido huyendo a Salta, donde solicitó también la intervención federal, mientras su ministro Alvarado era detenido.
Después de haber decretado el presidente Domingo Faustino Sarmiento la intervención a la provincia ejercida por Uladislao Frías y finalizado el breve interinato de José Benito de la Bárcena, Portal fue elegido gobernador asumiendo el 3 de febrero de 1871 siendo su ministro el doctor Pablo Carrillo.
Iriarte por su parte renunció a su banca de diputado el 13 de marzo de 1871. Fue nuevamente electo como representante por Humahuaca en 1874. El 30 de diciembre de ese año asumió nuevamente la presidencia de la Cámara (19.ª Legislatura). Murió en el ejercicio del cargo el 25 de febrero de 1875.
Heredero de la vieja familia colonial Martínez de Iriarte, Mariano Iriarte poseía la hacienda San Juan, la mayor de Perico, valuada ya en 1855 en la suma de 7000 pesos bolivianos.